# Maják Neist Point
Maják Neist Point (anglicky Neist Point Lighthouse) je nejzápadněji položený maják na skotském ostrově Skye, největším z ostrovů v souostroví Vnitřní Hebridy. Stojí na území, které přináleží k malé obci Dunvegan s výstavným sídlem místního klanu MacLeodů a které je jako celý ostrov Skye součástí skotské správní oblasti Highland. Od roku 1971 je maják na seznamu Listed building v kategorii B.

## Geografie
Maják se nachází na břehu Hebridského moře, na útesech na konci malého výběžku pevniny, zvaného Neist Point. Mys Neist Point směřuje do průlivu The Little Minch (též North Minch), který odděluje Vnitřní Hebridy od ostrovů Uist, Harris a poloostrova Lewis ve Vnějších Hebridách. Pobřežní útesy v okolí dosahují nad hladinou moře výšky od několika desítek metrů až přes 100 metrů – nejvyšším z nich je An t-Aigeach (122 m n. m.), vzdálený od majáku přibližně 400 metrů směrem na sever.

## Historie
Neist Point Lighthouse je jedním z 26 majáků, které během své kariéry vybudoval skotský inženýr David Alan Stevenson (1854 – 1938). Investorem stavby byl Hugh MacDonald z Obanu. Náklady na stavbu majáku a příslušného zázemí, včetně bytu pro strážce majáku, činily 4 350 liber. Optická soustava a mechanická část signalizačního zařízeni stála dohromady dalších 1 518 liber. Maják byl uveden do provozu 1. listopadu 1909; nautofon, určený pro signalizaci v mlze, byl dokončen 25. června 1910. Od roku 1990 je maják plně automatizován.
Maják Neist Point provozuje Northern Lighthouse Board (NLB), v jehož správě jsou všechny majáky ve Skotsku a na ostrově Man. Northern Lighthouse Board, založený v roce 1786 pod názvem Commissioners of Northern Light Houses, je v rámci General Lighthouse Authority (GLA) jedním ze tří britských územních úřadu spravujících majáky. 
Vedlejší budovy byly prodány do soukromých rukou, maják není přístupný.

## Popis
Areál majáku Neist Point, zahrnuje 19 metrů vysokou třípatrovou věž s ochozem a lucernou spojenou s přízemním domkem. Maják má bílou barvu s okrovým vodorovným pruhem pod ochozem, lucerna je černá. K lucerně vede 42 schodů.
Maják, tři přízemní objekty a kamenné ohradní zdi jsou památkově chráněny od roku 1971.

### Data
- Charakteristika světla: Fl W 5s
- Výška ohniska světla: 43 m n. m.
- Dosvit: 16 nm (30 km)
- Svítivost: 480 000 cd

### Identifikátor
- ARLHS: SCO-147;
- Admiralty: A4064;
- NGA: 3980.

## Přístup
K útesům, od nichž vybíhá malý úzký mys s majákem, vede místní komunikace, která odbočuje ze silnice B 884 Dunvegan – pobřeží zálivu Loch Pooltiel a která je poblíž útesů zakončená parkovištěm a autobusovou zastávkou. Od parkoviště k majáku vede zhruba 1200 metrů dlouhá turistická stezka.

## Galerie

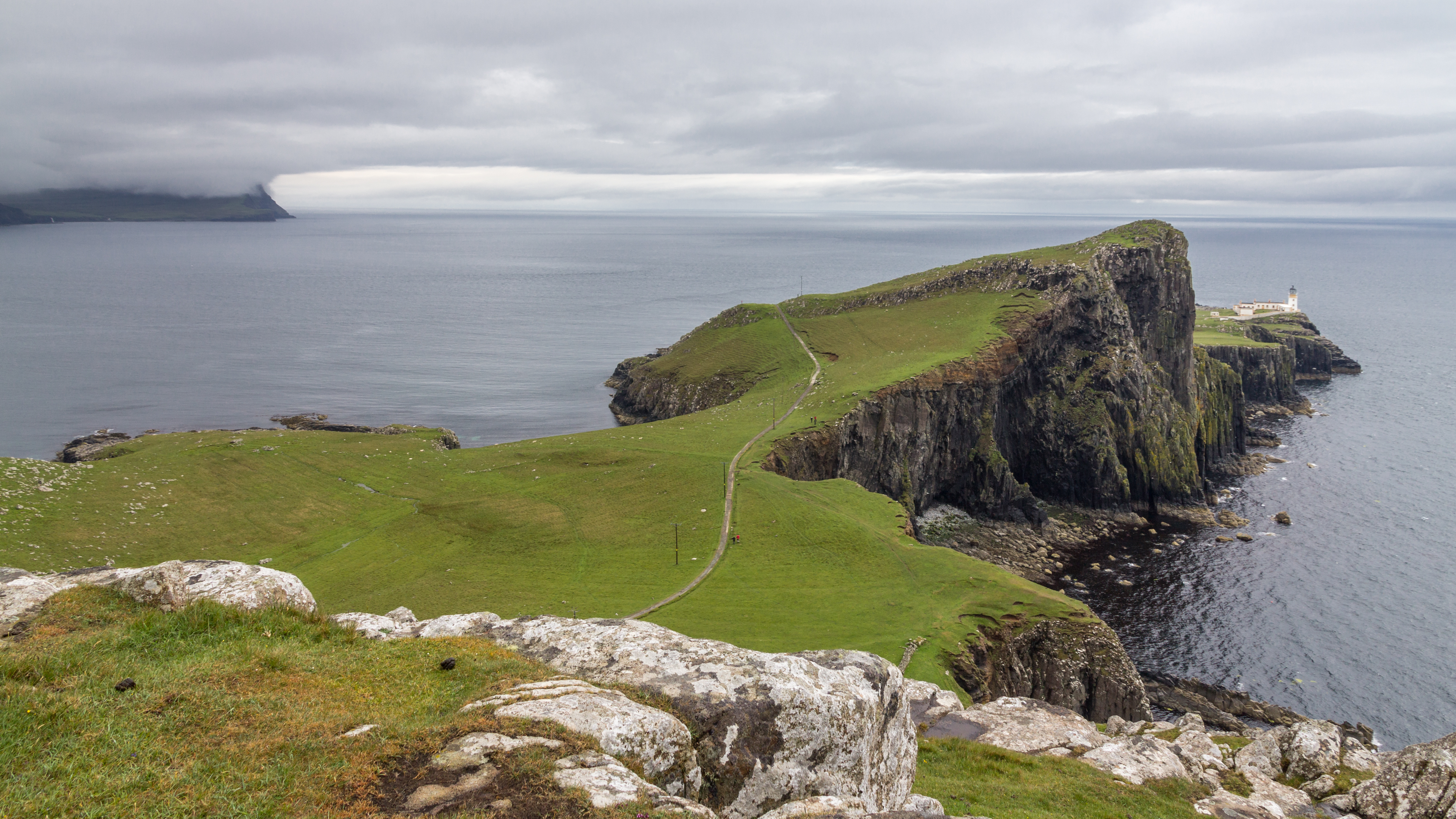
Mys Neist Point, pohled od severu
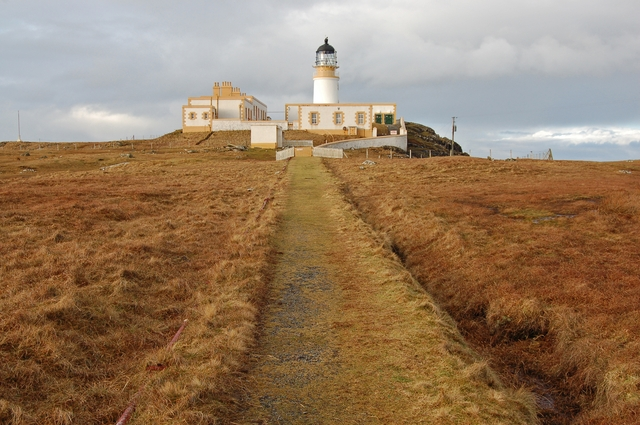
Cesta k majáku Neist Point
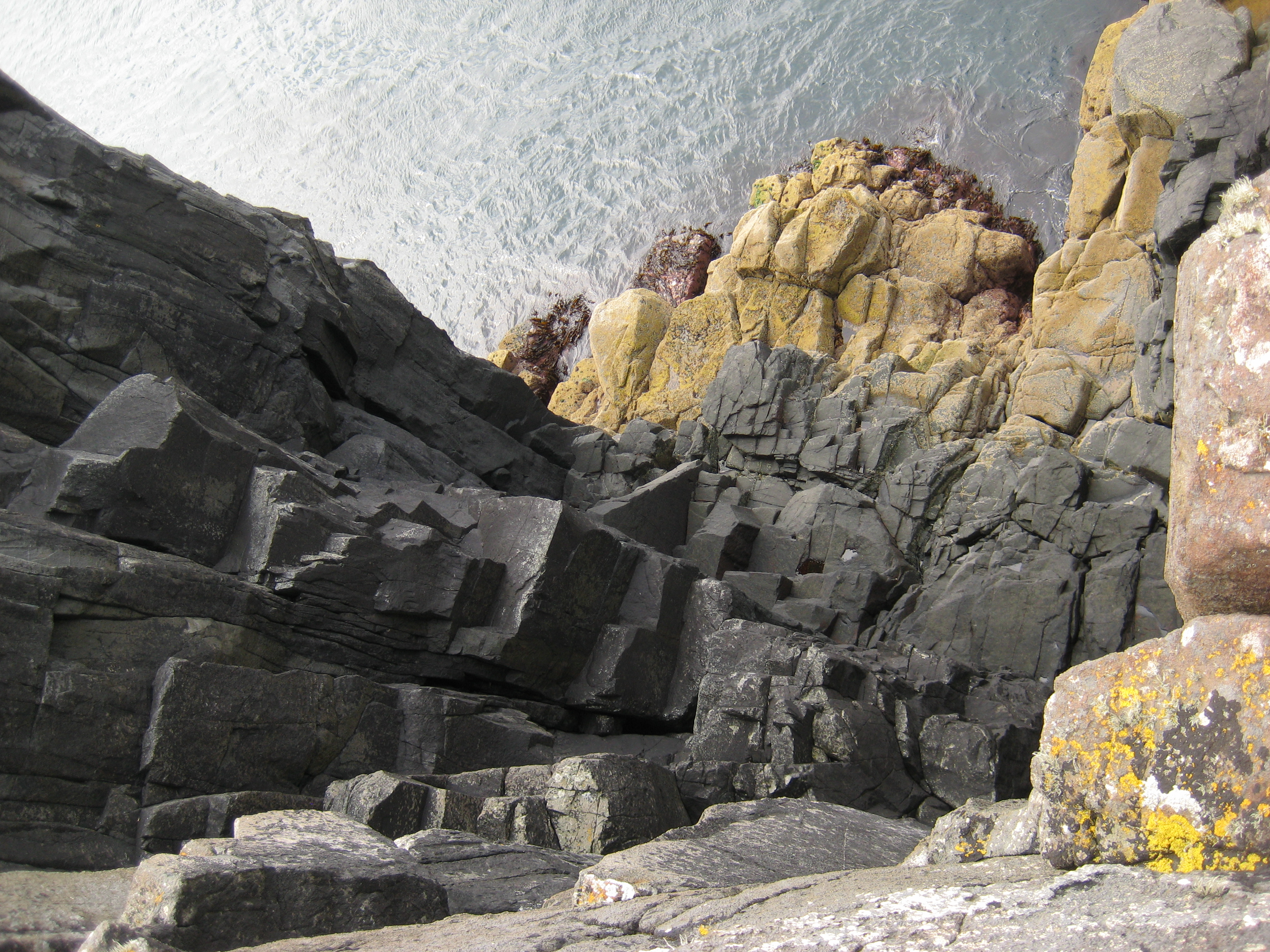
Magmatické horniny pobřežních útesů
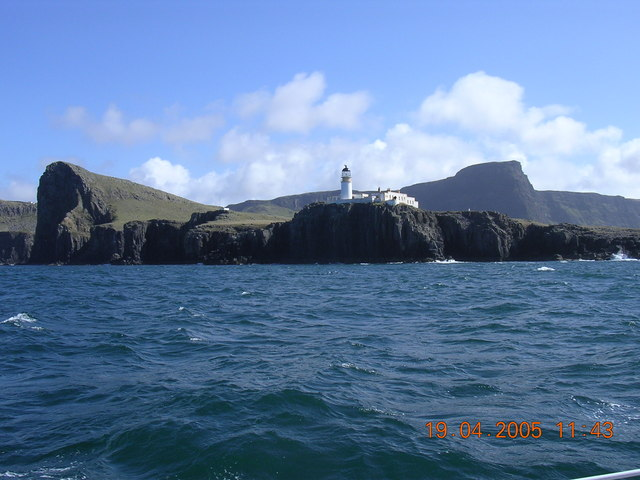
Pohled na maják z průlivu Minch
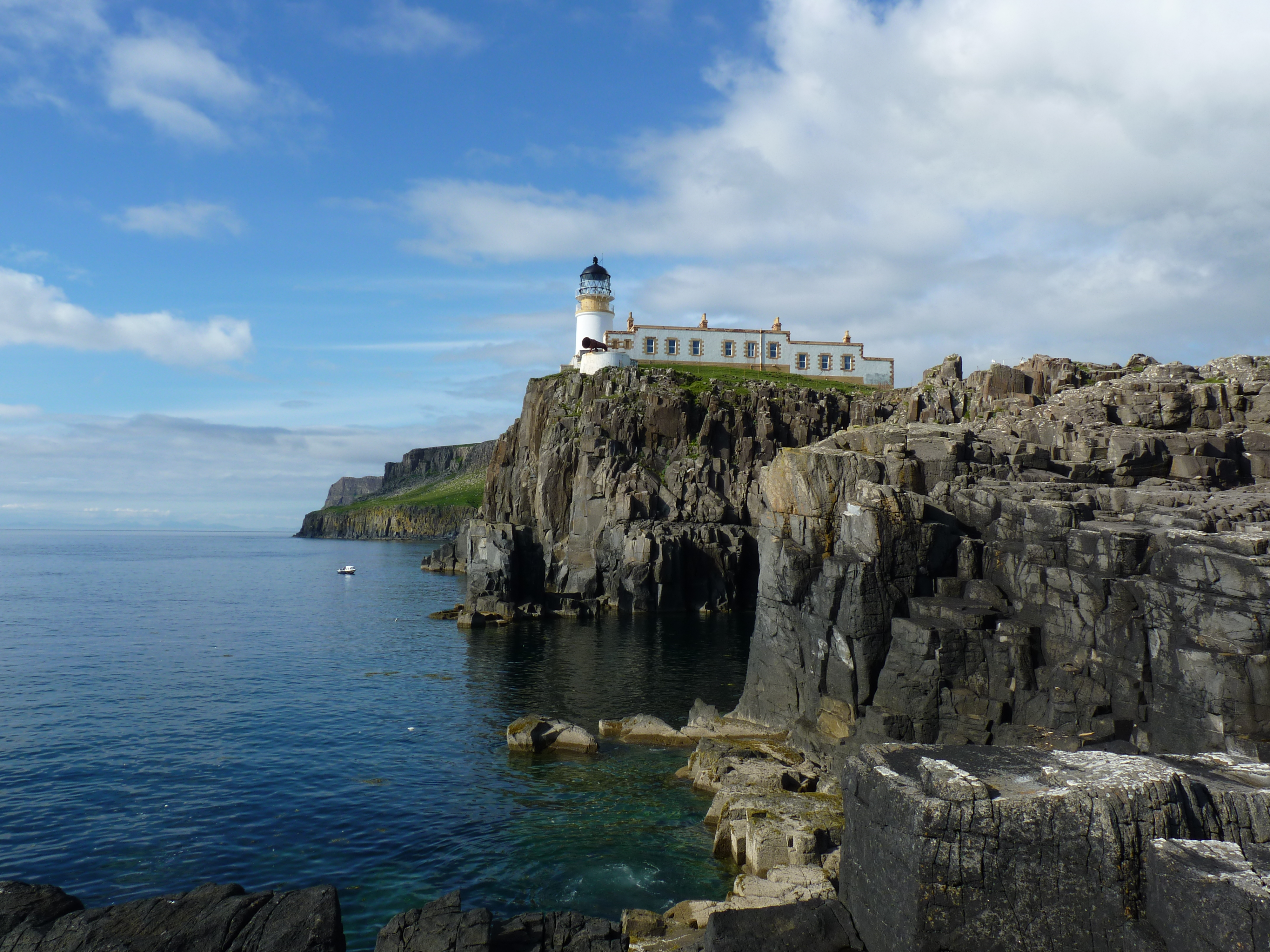
Pobřežní útesy Neist Point od jihu
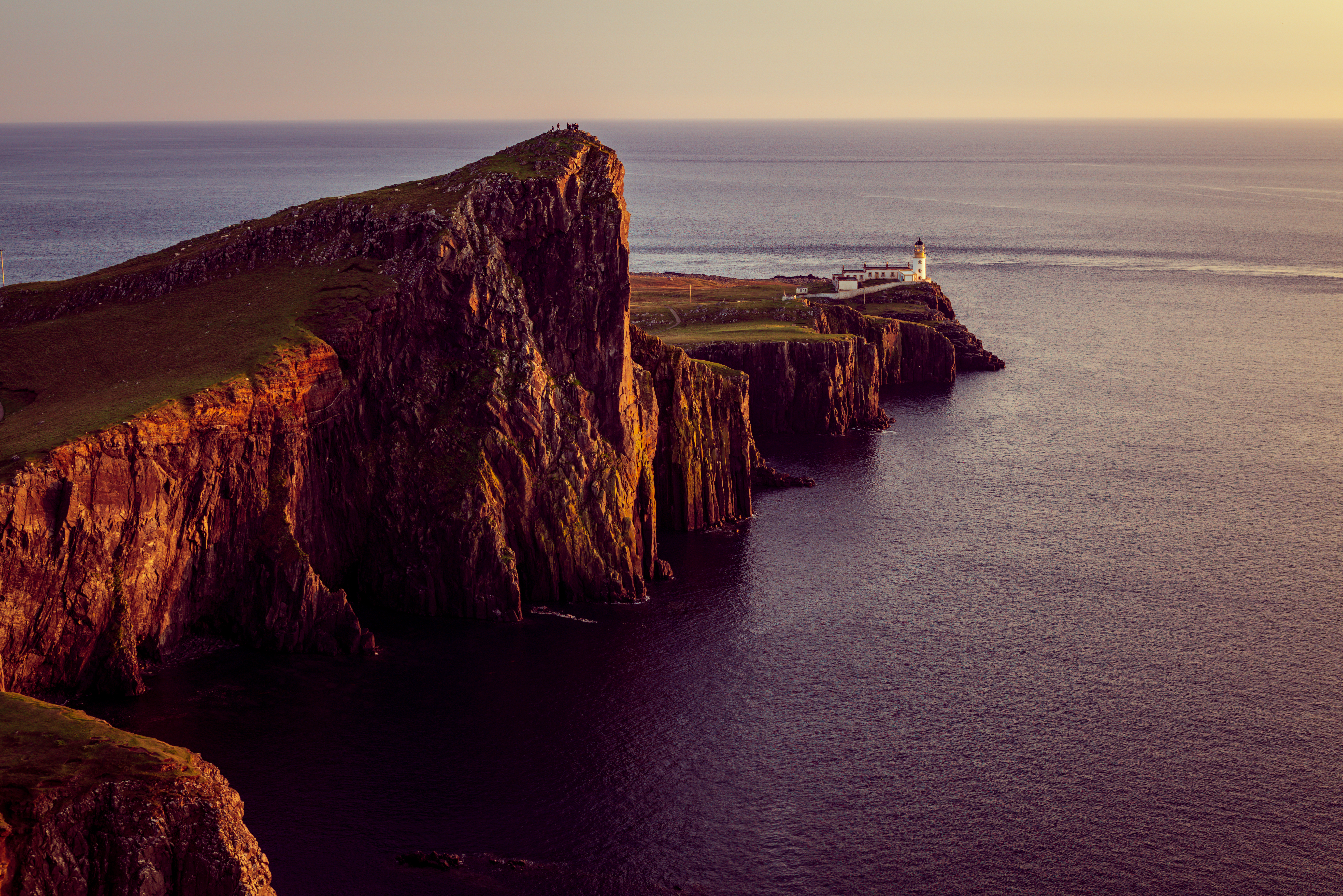
Maják Neist Point na nejzápadnějším výběžku ostrova Skye